# Fliegerberg Mülheim
Koordinaten: 51° 23′ 43″ N, 6° 49′ 33″ O

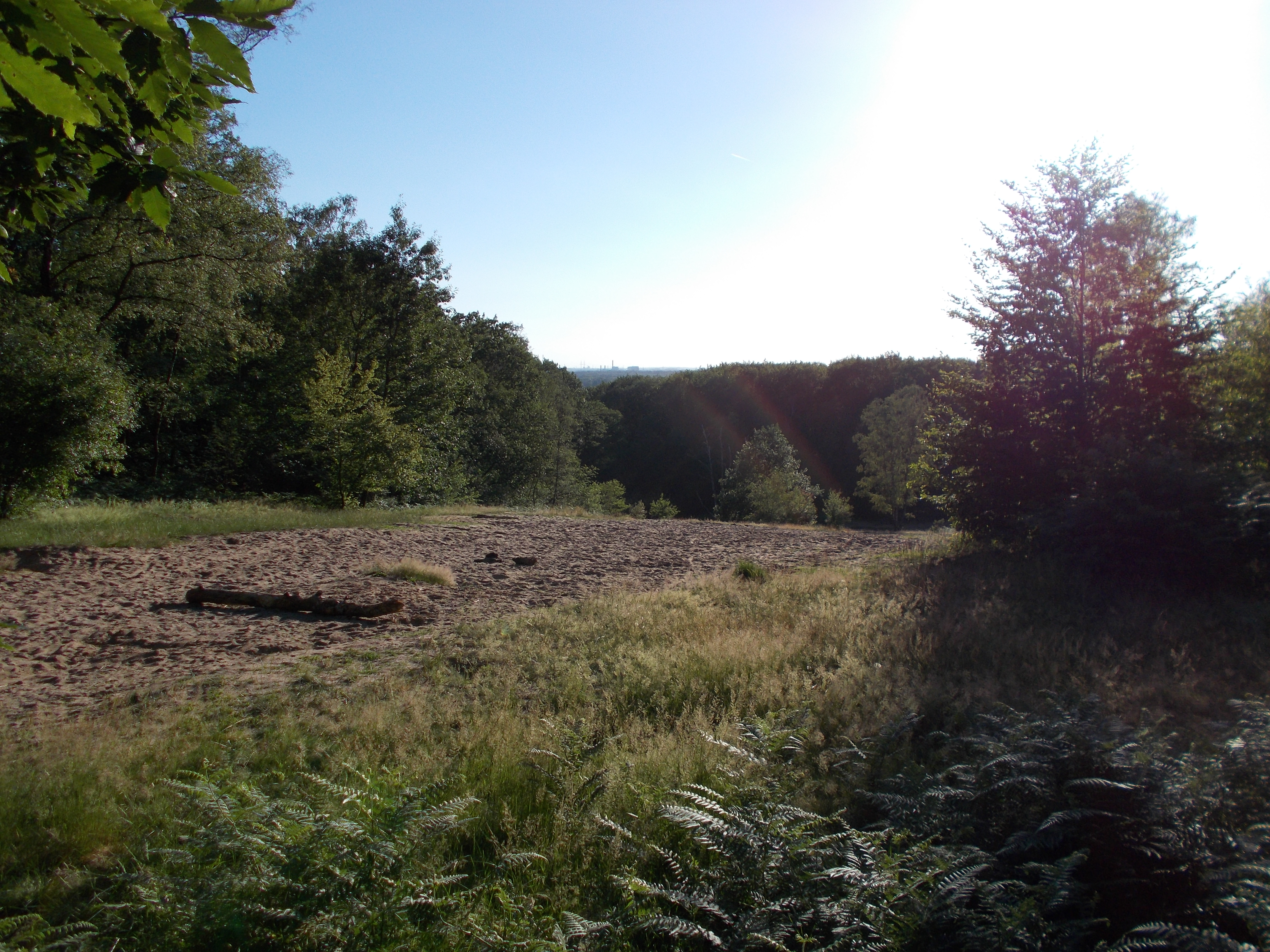
Der Fliegerberg im Broich-Speldorfer Wald am NSG Hangquellen an der Tannenstraße (2019).
Die Lichtung wurde in den 1930er Jahren als Flugübungsplatz für Segelflieger genutzt. Der Platz wurde nach dem Krieg aufgeforstet und zum Landschaftsschutzgebiet. Seit 2005 gehört er zu dem Naturschutzgebiet Hangquellen an der Tannenstraße.
Die Sandterrasse wird frei gehalten und ist ein Trittsteinbiotop für seltene Tiere und Pflanzen.

Der Fliegerberg Mülheim war ein Segelflugplatz der Ortsgruppe Duisburg des Niederrheinischen Vereins für Luftschifffahrt in Mülheim an der Ruhr. Er lag am sandigen Hang des Ellenbergs im Broich-Speldorfer Wald an der Stadtgrenze zu Duisburg-Bissingheim an der Tannenstraße. Die Segelflugabteilung errichtete dort 1928 auf der weitläufigen Lichtung einen Flugplatz mit Flugzeughalle und Vereinsheim. Aufgebockte Autos wurden zur Startwinde umfunktioniert. Bis zu Beginn der 1940er Jahre wurde er für Flugübungen genutzt. Während des Zweiten Weltkrieges wurden die Flugzeughalle und das Vereinsheim zerstört und der Flugplatz aufgegeben. Im Laufe der Jahre überwucherte die Natur die Fundamentreste und die am Hang gelegene Trockenwiese mit einzelnen Birken, so dass sich seine Geschichte nur schwer erahnen lässt. Heute ist der Fliegerberg Teil des Naturschutzgebietes „Hangquellen an der Tannenstraße“.

## Geschichte
1912 schlossen sich flugbegeisterte Bürger aus Duisburg und Umgebung zu der „Ortsgruppe Duisburg des Niederrheinischen Vereins für Luftschifffahrt“ zusammen. Das Vereinsheim stand auf dem Gelände der Strack-Flugzeug-Werke Duisburg in Duisburg-Neuenkamp. Ab 1912 gab es dort einen kleinen Sportflugplatz und man konnte dort den Pilotenschein machen. Die jährlichen Flugtage, auf denen man seine Motorflugzeuge einen großen Publikum vorstellen konnte, fanden regen Zulauf. 1914 musste die Flugshow wegen des Ersten Weltkriegs abgesagt werden.
Durch den Versailler Vertrag war der Bau und Betrieb von Motorflugzeugen zunächst verboten. Segelflug war jedoch erlaubt. Bei der Besetzung des Ruhrgebiets achteten die Franzosen und Belgier wegen der Reparationszahlungen allerdings genau auf Warenein- und -ausgänge. Erst mit Abzug der Truppen konnte im September 1925 der Flugsport wieder aufgenommen werden. Nach über zehn Jahren Zwangspause beschlossen einige Duisburger Sportpiloten wieder aktiv zu werden. Wenige Tage später, am 6. September 1925, wurde der „Duisburg-Mülheimer Flugsportverein e. V.“ neu gegründet. In den Folgejahren gewann die Segelfliegerei immer mehr Anhänger. 1927 entstand im Verein eine Segelfluggruppe.
Am Ellenberg stellte die Industriellenfamilie Stinnes ein geeignetes Grundstück zur Verfügung und unterstützten den Verein beim Herrichten des Fliegerhangs und dem Bau der Flugzeughalle. Gleichzeitig begann man mit dem Bau des ersten eigenen Gleitflugzeuges „Ruhrkind“. Ursprünglich war im Broich-Speldorfer Wald eine Gartenstadt geplant und die Familien Thyssen, Kirdorf und Stinnes besaßen dort große Waldparzellen. Am westlichen Hang gab es damals eine große Freifläche und man hatte weite Sicht ins Rheintal. Am 21. September 1929 wurde der Segelflugplatz eingeweiht.
In den 1930er Jahren fanden am Fliegerberg zahlreiche Flüge mit selbstgebauten Segelflugzeugen statt, die man mit vereinten Kräften auf die Anhöhe schleppte. Während man auf den Flugplätzen Neuenkamp und Essen mit Hilfe von Motorflugzeugen abhob, nutzte man am Fliegerberg aufgebockte Autos als Startwinde. Segelfliegen war kein reiner Männersport. Die Lehrerin Agathe Gerdes war eine Pionierin der Luftfahrt und Mitbegründerin des Vereins. Nach einem schweren Beinbruch musste sie den Segelflug aufgeben und stieg auf Motorflugzeug um. Nach ihr ist heute der Agathe-Gerdes-Preis benannt, mit dem Frauen im Luftsport für ihre sportlichen Leistungen und ihr Engagement ausgezeichnet werden. Er wird jährlich vom Aeroclub NRW verliehen.
Die Flugtage waren immer gut besucht und lockten zahlreiche Zuschauer an. 1931 schloss sich die von August Wiing gegründete Werksfliegergruppe dem Niederrheinischen Verein für Luftschifffahrt an. Im Luftsport gab es ab 1933 eine rasante Entwicklung mit vielen Rekorden. Mit wachsender Mitgliederzahl war in dieser Zeit der Flugverein Niederrhein der zweitgrößte Deutschlands. Auf den Flugplätzen Bissingheim und Neuenkamp standen 3 Motorflugzeuge und 20 Segelflugzeuge zur Verfügung. Die Favoriten des Fliegerbergs waren die Segelflugzeuge „Ruhrkind“ und „Mülheim“.
Der Zweite Weltkrieg beendete den Flugbetrieb am Ellenberg. Heim und Halle wurden bei den Bombenangriffen der Alliierten schwer beschädigt und später abgerissen, da der Flugplatz auch nach Beendigung des Segelflugverbots 1951 an Bedeutung verlor. Nach dem Krieg gingen die Grundstücke in städtischen Besitz über. Heute erinnert nur noch ein Hinweis an der Naturschutzgebietstafel an den ehemaligen Segelflugplatz. Am Broicher Waldweg sieht man noch Überreste einer Seilwinde in der Nähe des Sandhangs. Die Betonfundamente von Heim und Halle sind vom Wald überwachsen. Seit 2005 gehört der Fliegerberg zum Naturschutzgebiet Hangquellen an der Tannenstraße.